# Slobozia (Boghicea), Neamț
Slobozia este un sat în comuna Boghicea din județul Neamț, Moldova, România.